# MishCatt
Michelle Marie González Telford (San José, 29 de enero de 1989), más conocida por su nombre artístico MishCatt, es una cantante, compositora y productora costarricense. Desde 2012 fue integrante de la banda de dance pop y synth pop Patterns, pero se retiró de ella en 2014 para concentrarse en su carrera en solitario. En noviembre de 2016, lanzó su EP debut Highlighter, el cual la posicionó como la artista costarricense más escuchada en Spotify. En 2021 firmó con la discográfica Universal Music Group.

## Biografía y carrera artística
Michelle Marie González Telford nació el 29 de enero de 1989 en Hospital, en la ciudad de San José, Costa Rica. Es la primera hija de José Alberto González Truque, un pianista de jazz clásico, y de Rossana Telford Fernández, una cantante y locutora estadounidense-paraguaya. Comenzó a cantar y a tocar diferentes instrumentos desde una edad temprana, y a los 11 años compuso su primera canción, «Imagination». Durante su adolescencia, influyeron en ella artistas como Ella Fitzgerald, João Gilberto, Nat King Cole, Diana Krall y Chet Baker. A los 14 años comenzó a actuar con su padre cantando jazz y bossa nova en sus shows a lo largo del país.
A inicios de 2012, González se unió al baterista Mario Miranda y al guitarrista Allan Rojas para formar una banda de synth pop llamada Patterns. La banda lanzó a fines de 2012 su sencillo debut «Sunny Days», cuya letra fue escrita por González. El sencillo encabezó el álbum debut de la banda a mediados de 2013, titulado como Dangerous Intentions, el cual alcanzó el podio de la lista de best-sellers en la tienda digital iTunes de Costa Rica, y el videoclip de «Sunny Days» alcanzó más de 250.000 reproducciones en YouTube en su lanzamiento. En agosto de 2014, González anunció su separación de Patterns con el fin de seguir una carrera en solitario en Europa. El 15 de agosto, dio su último concierto con la banda.
Tras retirarse de Patterns, González viajó en octubre a Suecia con el fin de firmar un convenio comercial con Spotify y grabar su primer disco en solitario. En marzo de 2016, lanzó su EP debut EP, cuya producción fue dirigida por el compositor sueco Pontus Winnberg. El 30 de noviembre de 2016, su EP debut fue relanzado bajo el título de Highlighter, e incluyó un total de seis canciones, entre ellas «Jonny», «Gun To The Head» y «Another Dimension», última la cual alcanzó el puesto 17 en la lista sueca Heatseeker y cuyo videoclip oficial se inspiró en la estética de la animación stop motion de los años ochenta. El EP fue grabado entre Estocolmo, en Suecia, y Costa Rica, y convirtió a González en la artista costarricense más escuchada en la historia de Spotify al obtener más de 6 millones de reproducciones en menos de dos meses. González adoptó para el lanzamiento de su primer EP su nombre artístico de MishCatt, al unir su apodo "Mish" con lo que ella llama su "alter ego musical", "Catt". Tras finalizar su EP debut, se instaló en Los Ángeles, en Estados Unidos.
En abril de 2019, junto con el DJ estadounidense whoisFIYAH, lanzó el sencillo «Domino». El 22 de noviembre de 2019, MishCatt lanzó el sencillo «Blue Blood», el cual se encargó de introducir su segundo EP The Real Pavo. El EP, lanzado oficialmente el 20 de marzo de 2020, fue nuevamente producido por el sueco Pontus Winnberg por medio de la discográfica Amuse. A «Blue Blood» le acompañaron otras 3 canciones: «Pavo», «Midnight Sun» y «Your Eyes», en un EP caracterizado, según la artista, por sonidos "psicodélicos", "melancólicos" y "cinestésicos".
Después de publicar una serie de covers en su cuenta de Instagram, MishCatt llamó la atención del músico sueco Carl Falk, quien había trabajado anteriormente con el DJ Avicii, y la invitó a participar en un concierto homenaje al artista, que acababa de fallecer. El 5 de diciembre de 2019, MishCatt interpretó la canción «Fades Away» de Avicii en vivo en el Friends Arena en Estocolmo, Suecia. La canción fue relanzada como una versión de estudio en forma de colaboración con el artista. Después del lanzamiento de The Real Pavo, MishCatt comenzó a trabajar en un tercer EP de la mano de Carl Falk, el cual se compondría por un total de 4 canciones. En julio de 2020 lanzó el sencillo «Goofy» para introducir su tercer EP, logrando alcanzar más de 1 millón de visualizaciones en su video musical en YouTube. El sencillo fue relanzado meses después por medio de un remix en colaboración con la cantante mexicana Sofía Reyes y el cantante puertorriqueño De La Ghetto bajo el título «Goofy, Pt. 2». Su video musical también logró amalgamar más de 1 millón de reproducciones en YouTube.
En 2021, MishCatt firmó contrato con la discográfica Universal Music Group y lanzó el sencillo «Breakup Rituals», en el cual trabajó con los productores Carl Falk y Albin Nedler.

## Discografía

### EP
| Año  | EP            | Detalles                                                                                    |
| ---- | ------------- | ------------------------------------------------------------------------------------------- |
| 2020 | The Real Pavo | - Lanzamiento: 20 de marzo de 2020 - Discográfica: Amuse - Formatos: Digital, streaming     |
| 2016 | Highlighter   | - Lanzamiento: 29 de noviembre de 2016 - Discográfica: Amuse - Formatos: Digital, streaming |

### Sencillos

#### Como artista principal
| Título                                          | Año  | EP            |
| ----------------------------------------------- | ---- | ------------- |
| «Ferris Wheel»                                  | 2022 | –             |
| «Breakup Rituals»                               | 2021 | –             |
| «Goofy, Pt. 2» (con Sofía Reyes y De La Ghetto) | 2020 | –             |
| «Goofy»                                         | 2020 | The Real Pavo |
| «Pavo»                                          | 2020 | The Real Pavo |
| «Midnight Sun»                                  | 2020 | The Real Pavo |
| «Blue Blood»                                    | 2019 | The Real Pavo |
| «Another Dimension»                             | 2016 | Highlighter   |

#### Como artista invitada
| Título                                                 | Año  |
| ------------------------------------------------------ | ---- |
| «Fades Away» (de Avicii, originalmente con Noonie Bao) | 2019 |
| «Domino» (de whoisFIYAH)                               | 2019 |